# Ororbia
Ororbia es un concejo perteneciente al municipio de  la Cendea de Olza, Comunidad Foral de Navarra, España. Es la capital de la cendea. En 2014 contaba con 779 habitantes (INE) y está situado a 10 km de Pamplona.

## Geografía
La localidad de Ororbia está situada en una llanura, en la margen derecha del río Arga. Su término concejil tiene una superficie de 4,42 km² y limita al norte con el concejo Zuasti en el municipio de Iza, al este con el de Arazuri, al sur con el de Paternáin en la Cendea de Cizur, y al oeste con el de Artázcoz.

### Administración
Ororbia está constituido como un concejo dentro del municipio de la cendea de Olza. El Concejo de Ororbia está formado por una junta de cinco vocales de los que uno ejerce la presidencia.
Tras las elecciones de 2007 es ejercida por Daniel Beunza Hernández de la agrupación Independientes de Ororbia. Esta agrupación obtuvo cuatro vocales en las elecciones de 2007 y Nueva Ororbia Berria obtuvo un vocal.

### Servicios
Ororbia consta de una serie de servicios muy amplios y diversos. En este municipio se encuentran actualmente 2 bares, siendo uno de ellos un hostal. Además existen 2 tiendas de alimentación, una escuela infantil, un polideportivo, un centro de belleza, una discoteca y un estanco.

### Comunicaciones
| Transporte Urbano Comarcal |   |
| Taxi Iruñerria             |   |
| Zona                       | B |
| Estaciones                 |   |

## Historia
En la documentación más antigua consta con las grafías “Oreribia”, “Orerbia”, “Orelivia”, “Ororibia”, “Oroliuia”.
Fue una villa de señorío realengo que el rey García Sánchez III de Pamplona donó en 1043 a Sancho Fortuñones siendo a su vez, junto con la iglesia, transmitida al monasterio de Leyre en 1047. También tuvo el monasterio de Irache heredades en su término desde finales del siglo XI, así como la catedral de Pamplona, desde el XII, y los Hospitalarios de San Juan de Jerusalén desde el XIII. 

## Arte y arquitectura

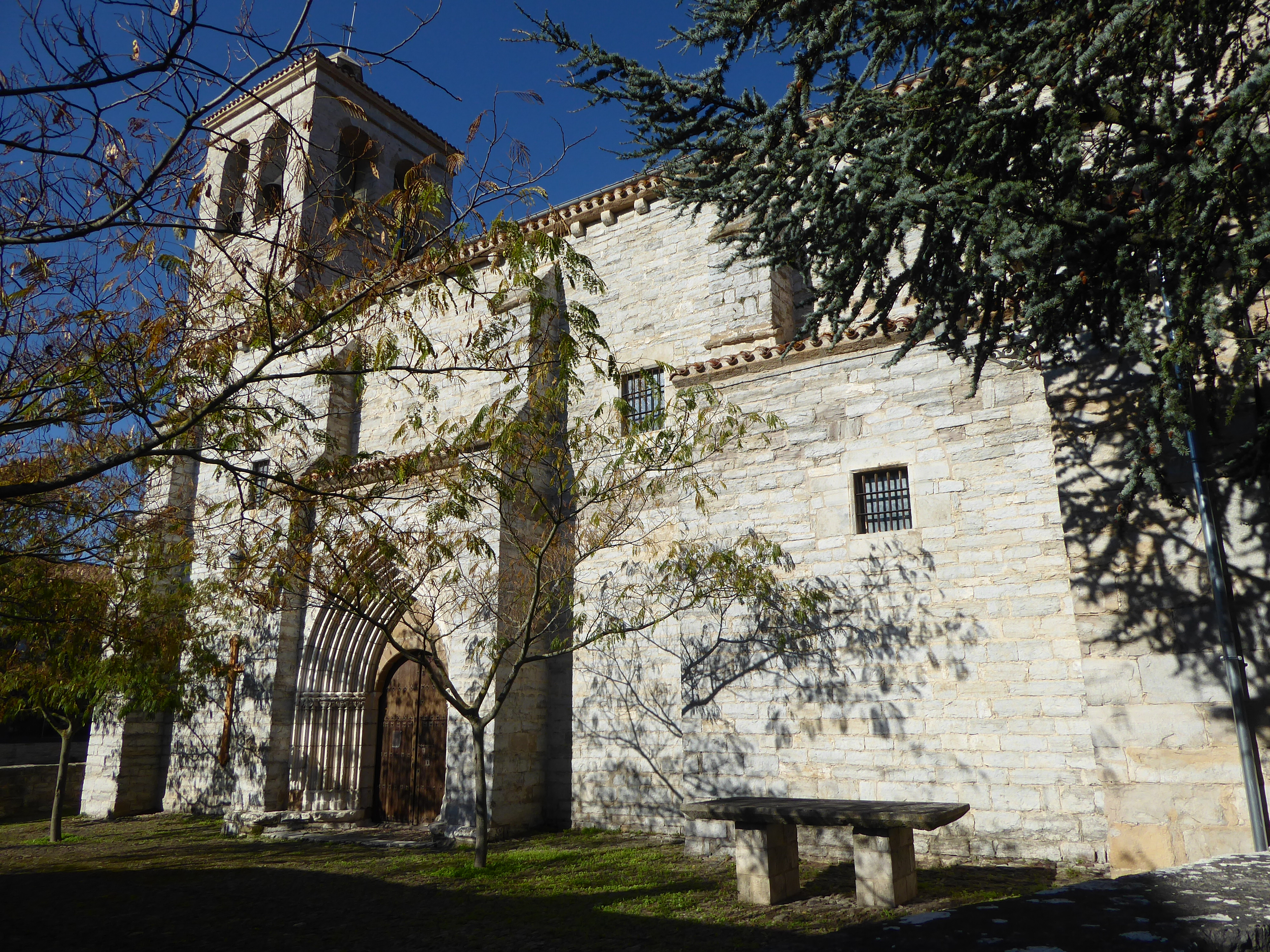
Iglesia parroquial de San Julián el Hospitalario

Entre los elementos artísticos y arquitectónicos más destacables de la localidad se encuentran:
- Iglesia parroquial de San Julián: construcción gótica de finales del siglo XIV e inicios del siglo XV de una sola nave de cuatro tramos cubiertos por una bóveda de crucería, contando con dos capillas a modo de crucero y cabecera octogonal. De la antigua construcción de estilo cisterciense, fechada hacia la primera mitad del siglo XIII, permanece el campanario y el baptisterio.

El retablo mayor, dedicado a San Julián Hospitalario, es una muestra de la pintura renacentista en Navarra. Realizado hacia 1523-1524, representa pasajes de la vida del caballero y penitente Julián como los de la cacería del ciervo, el asesinato de sus padres, la construcción del hospital y el traslado nocturno del cuerpo de un peregrino en la barca. El autor evidencia un conocimiento de Durero y otros pintores flamencos.
Tras el retablo se conserva un fresco, en relativo buen estado de conservación, pintado por Juan Oliver -autor, entre otros, de los frescos del refectorio de la catedral de Pamplona- hacia 1335; representan escenas de la infancia, pasión y resurrección del Señor, y de su Triunfo.
- Arquitectura civil: Varias casas como la del “Rubio” del siglo XVI, la de la calle del Ángulo, obra del siglo XVIII y la que hizo levantar don Juan José de Bidaurreta en 1785, según reza una inscripción en la misma.

- Puente de Ororbia: Sobre el río Arga, parece que  su origen es posterior a la época medieval según se observan alteraciones de su primitiva construcción con cinco arcos de entre ocho y doce metros, y tajamares aguas arriba. Une la localidad con la vecina de Paternáin y sobre ella transcurre la carretera NA-7010.[6]